# Sogno del cavaliere

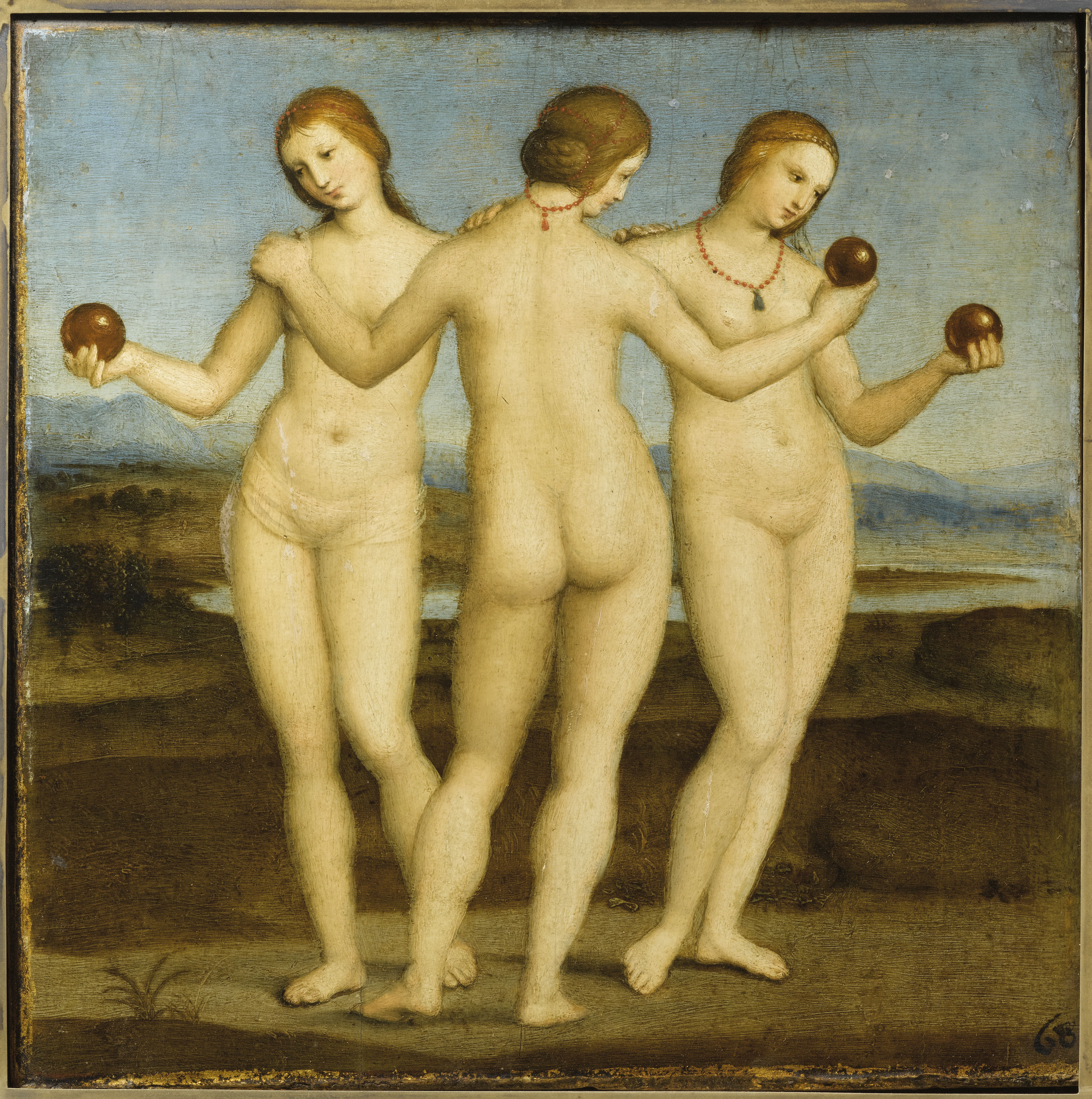
Le Tre Grazie

Il Sogno del cavaliere è un dipinto a olio su tavola (17x17 cm) di Raffaello Sanzio, databile al 1503-1504 circa e conservato nella National Gallery di Londra. Probabilmente faceva parte di un dittico con le Tre Grazie, oggi al Museo Condé di Chantilly.

## Storia
L'opera era, con le Tre Grazie, nella collezione Borghese a Roma, dove venne acquistato alla fine del Settecento e trasportato in Inghilterra. Già in raccolta Ottley, passò in altre collezioni private, prima di approdare al museo londinese, per acquisto, nel 1847.
Proposte di datazione recenti legano l'opera al 1503 o un periodo immediatamente successivo, quando l'artista si recò probabilmente a Roma per un breve soggiorno, in occasione della consacrazione di Giulio II a nuovo papa. Chastel pensò a che il dittico potesse essere un'exhortatio ad iuvenem per un giovane rampollo di una casa aristocratica romana, magari Scipione di Tommaso Borghese, nato nel 1493.
Dell'opera resta un cartone preparatorio con i forellini lungo i bordi del disegno nel British Museum: anche per questo l'attribuzione è ritenuta certa.

## Descrizione e stile
La composizione, apparentemente semplice, è il risultato di una ricerca sottile di equilibrio delle masse in primo piano e dei piani che digradano nel fondo, su un tema gradito agli ambienti intellettuali fiorentini, impregnati di neoplatonismo: quello dell'esortazione al bene, alla scelta dei piaceri dell'anima piuttosto che di quelli del corpo. L'interpretazione del quadro è controversa. Si è parlato un Ercole al bivio o di un Ercole tra le Esperidi o il Sonno di Scipione l'Africano. Secondo André Chastel l'iconografia del dipinto trae le sue fonti nel poema di Silio Italico Punica, ritrovato dall'umanista Poggio Bracciolini nel 1417, e dal ciceroniano Somnium Scipionis nel commento di Macrobio. Scipione infatti, sostituito a Ercole nell'apologo di Prodico, è al centro di una storia moralizzata, davanti alla scelta tra Pallade e Venere, simboli rispettivamente di conoscenza superiore e di piacere terreno.
Le due figure femminili sono infatti proiezioni del sogno del cavaliere al centro, addormentato sullo scudo: la Virtù (Virtus), davanti a un passo montano impervio, e il Piacere (Voluptas), con gli abiti più sciolti. Esse gli offrono gli attributi ideali del suo compiti: la spada (cioè l'arte militare, nonché la vita attiva), il libro (la conoscenza, lo studio, quindi la vita contemplativa) e il fiore (l'amore). Le due figure allegoriche non sembrano però essere contrapposte, con una bilanciata simmetria tra le due figure, evidenziata dall'asse dell'alberello al centro: potrebbe essere un riferimento alle teorie neoplatoniche, che implicano l'armonizzazione delle due inclinazioni.
Le Grazie rappresenterebbero la conclusione della scelta del cavaliere, con i pomi delle Esperidi offerti come ricompensa.
Il fascino dell'opera risiede nell'apparente spontaneità e semplicità della composizione, in realtà giocata su un delicato equilibrio di linee e piani, col fondale che emerge, le colline che hanno la stessa inclinazione del corpo del cavaliere dormiente, la leggiadra apparizione delle due personificazioni.